# Eck en Wiel
Eck en Wiel (51° 58′ N, 5° 27′ L) é uma cidade dos Países Baixos, na província de Guéldria. Eck en Wiel pertence ao município de Buren, e está situada a 9 km southwest of Veenendaal.
Em 2001, a cidade de Eck en Wiel tinha 820 habitantes. A área urbana da cidade é de 0.18 km², e tem 324 residências.
A área de Eck en Wiel, que também inclui as partes periféricas da cidade, bem como a zona rural circundante, tem uma população estimada em 1720 habitantes.